# Spirama capitulifera
Spirama capitulifera är en nattfjäril som beskrevs 1919 av Louis Beethoven Prout. Arten ingår i släktet Spirama och familjen nattflyn. Vissa auktoriteter behandlar den som underart till Spirama remota. Holotypen härstammar från Kecamatan Bangkala, i provinsen Sulawesi Selatan, i Indonesien. Inga underarter finns listade i Catalogue of Life.